# Denis St. George Daly
Denis St. George Daly (Athenry, 5 september 1862 - Chipping Norton, 16 april 1942) was een Brits polospeler.

## Biografie
Daly nam deel aan de Olympische Zomerspelen van 1900 in Parijs als lid van een gemengde poloploeg bestaande uit Britten en Amerikanen. Hij en zijn ploeg behaalden de gouden medaille.

## Belangrijkste resultaten

### Olympische Zomerspelen
| Jaar | Plaats | Discipline | Resultaat |
| ---- | ------ | ---------- | --------- |
| 1900 | Parijs | polo       | Goud      |

1900: Beresford, Daly, Keene, Mackey, Rawlinson ·
1908: C. Miller, G. Miller, Nickalls, Wilson ·
1920: Barrett, Lockett, Melvill, Wodehouse ·
1924: Kenny, Miles, Naylor, Nelson, Padilla
1936: Andrada, Cavanagh, Duggan, Gazzotti